# Sopran
Sopran je najvišji ženski in otroški glas. 
Tonski obseg teh pevcev sega večinoma od b do c3. V 17. in 18. stoletju je bil to tudi glas kastratov. 
V glasbeni literaturi zasledimo tudi tone f3 (Mozart: opera Čarobna piščal; arija Kraljice noči) ali višje (Jacques Offenbach: opera Hoffmanove pripovedke). Do tam sega tako imenovani koloraturni sopran. Glede na barvo glasu in njegove izrazne značilnosti delimo ženske sopranske glasove še na dramski in lirski sopran.
Izraz sopran je povezan tudi z imenovanjem posameznih najvišjih glasbenih instrumentov, ki spadajo v družine glasbil (npr. sopranski saksofon, sopranska blokflavta, sopranska pozavna itd.)

## Vrste sopranov
- Leggero (ali soubrette): lahkoten, sladek glas, s srednjo višino glede na sopranski obseg. V operi uprizarja komične in všečne vloge.
  - Adele (Die Fledermaus)
  - Ännchen (Der Freischütz)
  - Despina (Così fan tutte)
  - Marzellina (Fidelio)
  - Musetta (La Bohème)
  - Nannetta (Falstaff)
  - Susanna (Le Nozze di Figaro)
  - Zerlina (Don Giovanni)

- Lirični sopran (koloratura: lahkoten, zelo okreten glas, ki sega v oktavo nad visokim C
  - Blondchen (Die Entführung aus dem Serail)
  - Gilda (Rigoletto)
  - Norina (Don Pasquale)
  - Olympia (Les contes d'Hoffmann)
  - Rosina (Il Barbiere de Sevilla)
  - Sofie (Der Rosenkavalier)
  - Zerbinette (Ariadne auf Naxos)
  - Lauretta (Gianni Schicchi)
  - Oskar (Un Ballo in Maschera)
  - Adina (L'Elisir d'Amore)
  - Lakmé (Lakmé)
  - Amina (La Sonnambula)
  - Ophèlie (Hamlet)
  - Elvira (I Puritani)

- Dramatični koloraturni sopran: glas akrobatskih zmožnosti z možnostjo dramatskega izražanja, z obsegom do f3 ali g3.
  - Konstanza (Die Entführung aus dem Serail)
  - Fiordiligi (Così fan tutte)
  - Königin (Die Zauberflöte)
  - Rosalinda (Die Fledermaus)
  - Violetta (La Traviata)
  - Donna Anna (Don Giovanni)
  - Lucia (Lucia di Lammermoor)
  - Marguerite (Faust)
  - Lady Macbeth (Macbeth)
  - Anne (The Rake's Progress)
  - Lucrezia (Lucrezia Borgia)
  - Norma (Norma)
  - Cio-Cio San (Madama Butterfly)

- Poln lirični sopran: sladek, prijeten glas, ki ga zahtevajo večinoma operne vloge s sočutnim značajem.
  - Contessa (Le Nozze di Figaro)
  - Mimi (La Bohème)
  - Pamina (Die Zauberflöte)
  - Micaëla (Carmen)
  - Liù (Turandot)
  - Nedda (Pagliacci)
  - Manon (Manon)

- sopran Spinto: poln lirični glas z zmožnostjo dosega dramatičnih viškov.
  - Agathe (Der Freischütz)
  - Donna Elvira (Don Giovanni)
  - Elsa (Lohengrin)
  - Alice Ford (Falstaff)
  - Desdemona (Otello)
  - Leonora (Il Trovatore)
  - Tatajana (Eugene Onegin)
  - Rezia (Oberon)
  - Elizabeth (Tannhäuser)
  - The Marschellin (Der Rosenkavalier)
  - Elisabetta (Don Carlos)
  - Manon (Manon Lescaut)

- Dramski sopran: bogat, močan, čustven glas, ki je v operni literaturi uporabljen za predstavitev herojskih, tragičnih oz. žrtvovanih ženskih likov. Obseg med (malim) a oz. b in c3 (visokim C).
  - Aida (Aida)
  - Gioconda (La Gioconda)
  - Leonore (Fidelio)
  - Leonora (La Forza del Destino)
  - Tosca (Tosca)
  - Sieglinde (Die Walküre)
  - Ariadne (Ariadne auf Naxos)
  - Santuzza (Cavalleria Rusticana)
  - Butterfly (Madama Butterfly)
  - Amelia (Un Ballo in Maschera)
  - Kundry (Parsifal)
  - Abgaille (Nabucco)

- Wagnerijanski sopran: dramatični glas izjemne jakosti, ki mora izstopati nad spremljevalnim orkestrom. Večinoma predstavlja mitsko herojsko žensko.
  - Senta (Der fliegende Holländer)
  - Elektra (Elektra)
  - Brünnhilde (Die Walküre, Götterdämmerung, Siegfried)
  - Isolde (Tristan und Isolde)
  - Salome (Salome)
  - Turandot (Turandot)

## Znane sopranistke

### Klasična glasba
- Aino Ackté
- Elly Ameling
- June Anderson
- Arleen Augér
- Isobel Baillie
- Dama Josephine Barstow
- Kathleen Battle
- Hildegard Behrens
- Erna Berger
- Barbara Bonney
- Tatiana Borodina
- Catherine Bott
- Cheryl Boyd Waddell
- Fabiana Bravo
- June Bronhill
- Gré Brouwenstijn
- Montserrat Caballe
- Maria Callas
- Lina Cavalieri
- Patrizia Ciofi
- Ileana Cotrubas
- Diana Damrau
- Lisa Della Casa
- Victoria de los Angeles
- Daniella Dessi
- Emmy Destinn
- Cristina Deutekom
- Ghena Dimitrova
- Jane Eaglen
- Emma Eames
- Marie-Cornélie Falcon
- Geraldine Farrar
- Renée Fleming
- Kirsten Flagstad
- Florence Foster Jenkins
- Mirella Freni
- Inessa Galante
- Amelita Galli-Curci
- Leyla Gencer
- Angela Gheorghiu
- Reri Grist
- Edita Gruberova
- Elisabeth Gruemmer
- Hilde Gueden
- Heather Harper
- Barbara Hendricks
- Soile Isokoski
- Gundula Janowitz
- Maria Jeritza
- Sumi Jo
- Dama Gwyneth Jones
- Sena Jurinac
- Raina Kabaivanska
- Maria Cristina Kiehr
- Emma Kirkby
- Miliza Korjus
- Juanita Lascarro
- Marjorie Lawrence
- Louise-Rosalie Lefebvre
- Lotte Lehmann
- Jenny Lind
- Dama Felicity Lott
- Maria Malibran
- Ewa Mallas-Godlewska
- Dama Malvina Major
- Ana María Martínez
- Éva Marton
- Karita Mattila
- Dama Nellie Melba
- Mady Mesplé
- Zinka Milanov
- Yvonne Minton
- Nelly Miricioiu
- Anna Moffo
- Carmen Monarcha
- Inva Mula-Tchako
- Herva Nelli
- Anna Netrebko
- Ma. Cristina »Kit« Viguilla-Navarro
- Birgit Nilsson
- Jessye Norman
- Luba Orgonasova
- Giuditta Pasta
- Adelina Patti
- Lucia Popp
- Leontyne Price
- Ema Pukšec, (Ilma De Murska)
- Amanda Roocroft
- Marijana Radev
- Elisabeth Rethberg
- Katia Ricciarelli
- Diletta Rizzo Marin
- Anneliese Rothenberger
- Luciana Serra
- Bidu Sayão
- Elisabeth Schumann
- Dama Elisabeth Schwarzkopf
- Renata Scotto
- Beverly Sills
- Elisabeth Söderström
- Cheryl Studer
- Dama Joan Sutherland
- Renata Tebaldi
- Luisa Tetrazzini
- Maggie Teyte
- Milka Trnina
- Eva Turner
- Dama Kiri te Kanawa
- Dawn Upshaw
- Astrid Varnay
- Galina Vishnevskaya
- Christine Weidinger
- Ljuba Welitsch

### Pop glasba in glasba mešanih stilov
- Paula Abdul
- Sharon den Adel
- Christina Aguilera
- Anastacia
- Dama Julie Andrews - Broadway, pol klasična glasba
- Jodi Benson
- CrystalCherry
- Sarah Brightman - pol klasična glasba
- Mariah Carey
- Kristin Chenoweth
- Charlotte Church - pol klasična glasba
- Kelly Clarkson
- Allison Crowe
- Celine Dion
- Björk
- Ashanti Douglas
- Linda Eder
- Terry Ellis
- Floor Jansen
- Susaye Greene
- Cissy Houston
- Beyoncé Knowles
- Patti LaBelle
- Amel Larrieux
- Sarah McLachlan
- Kylie Minogue
- Chante Moore
- Debelah Morgan
- Monica Arnold
- Lea Salonga
- Jessica Simpson
- Britney Spears
- Dama Kiri Te Kanawa
- Jean Terrell
- Tarja Turunen
- Hayley Westenra - pol klasična glasba
- Shanice Wilson